# Lista de programas exibidos pela RTP2
Nesta lista encontram-se alguns dos programas exibidos pela RTP2:

## Cultura
- 1987-2004 - Artes e Letras[1]
- 1994-1995 - Histórias que o Tempo Apagou[2]
- 1995-1996 - Lendas e Narrativas[3]
- 1996-2003 - Horizontes da Memória[4]
- 1997-2001; 2004-2008 - Hora Discovery[5]
- 1997-2000 - À Noite com Jools Holland[6]
- 2001-2012 - Palcos[7]
- 2001-2007 - Artes de Palco[8][9]
- 2002-2003; 2007-2012; 2013 - National Geographic[10]
- 2003-2011 - A Alma e a Gente[11]
- 2004 - Arquivos do Entendimento[12]
- 2004 - Mundos[13]
- 2004 - Vidas (Biografias)[14]
- 2004-2005 - Ruas Vivas[15]
- 2005 - Voz[16]
- 2007 - Nós Por Eles[17]
- 2008-2013 - DOCs[18]
- 2008 - Nos Passos de Magalhães[19]
- 2008 - Percursos da Música Portuguesa[20]
- 2009 - Grandes Livros[21]
- 2012 - Grandes Quadros Portugueses[22]
- 2019-2021 - Em Busca do Museu Desconhecido[23]
- 2022-2023 - Mythos

## Debate
- 1978-1979 - Cartas na Mesa
- 1996-1998 - Falatório
- 2001 - Um Café no Majestic[24]

- 1996-2018 - Parlamento[25]
- 2004-2007 - 4 X Ciência[26]
- 2004 - Conselho de Estado[27]
- 2004-presente - Eurodeputados[28]
- 2004-2005 - Haja Saúde[29]

- 2004-2006 - Tudo em Família[30]
- 2004-2007 - Clube de Jornalistas[31]
- 2007-2009 - Clube de Imprensa[32]
- 2006-presente - Sociedade Civil[33]
- 2021-2023 - Scroll

## Desporto
- 1992-1996 - TV2 Desporto
- 1996-presente - Desporto 2
- 2004 - Futebol: A História dos Campeonatos da Europa[34]
- 2006 - Figuras do Mundial[35]

## Entretenimento
- 1986 - «Retrato a Corpo Inteiro» de Joan Collins, pela Europa TV[36]
- 1986-1994 - Agora Escolha
- 1986-1987 - A Quinta do Dois
- 1987-1988 - Já Está!
- 1990-1992 - Arca de Noé
- 1990-1993 - Palavra Puxa Palavra
- 1990-1991 - Joaquim Letria
- 1991-1999 - Carlos Cruz Quarta-Feira
- 1992-1993 - Chá das 5
- 1992-1995 - Sexualidades
- 1996-2015 - Britcom[37]
- 2000 - Zapping
- 2001 - Clube da Europa[38]
- 2002-2003 - Fenómeno
- 2003 - Na Roça com os Tachos[39]
- 2004 - Angelitos[40]
- 2004 - Estes Difíceis Amores[41]
- 2005-2006 - A Revolta dos Pastéis de Nata[42]
- 2005 - Na Cozinha com Olivier[43]
- 2007 - Entre Pratos[44]
- 2007-2008 - Sempre em Pé[45]
- 2008 - Audax: Negócios à Prova[46]
- 2008 - Desafio Verde[47]
- 2008 - 7 Palmos de Testa[48]
- 2009-2015 - Ingrediente Secreto
- 2009-2011 - 5 para a Meia-Noite
- 2011 - Fá-las curtas
- 2011-2013 - Fala, Escreve, Acerta, Ganha
- 2011-2012 - Café Central
- 2011-2012 - A Noite do Óscar
- 2012-2013 - A Conversa dos Outros
- 2012-2016 - Portugal 3.0[49]
- 2015-2017 - Jogos Reais
- 2016-2020 - Manual de Instruções
- 2019-2021 - Muito Barulho para Nada
- 2020-2021 - Saber Sabe Bem
- 2021 - Falar, Falar Bem, Falar Melhor[50]
- 2021-2022 - Vamos Beber um Café e Falar Sobre Isso
- 2022-presente - Temos Programa

## Entrevista
- 1990 - Conversas Vadias[51]
- 1998-1999 - Sala de Conversas
- 2001-2007 - Por Outro Lado[52]
- 2004-2008 - Diga Lá, Excelência[53]
- 2007-2008 - Noutro Lado
- 2009-2014 - Bairro Alto[54]
- 2014-2015 - Tanto para Conversar[55]
- 2019 - Mil Palavras Não Fazem Uma Árvore[56]
- 2021-presente - Impaciência do Coração

## Infanto-juvenil
- 1986-1997 - Boa noite, Vitinho!
- 1989-2002 - Caderno Diário
- 1989-1996 - Rua Sésamo
- 1993-1998 - Um Dó Li Tá
- 2000 - A Arte ao Ataque[57]
- 2000-2001 - Levados da Breca
- 2001 - Chuck Finn[58]
- 2003 - Brincar a Brincar[59]
- 2003 - Etiqueta[60]
- 2004 - A Arte e a Matemática[61]
- 2004 - A Técnica de Beckham[62]
- 2004 - Quiosque[63]
- 2004-presente - Zig Zag
- 2005 - Diário de Sofia[64]
- 2006 - Kulto[65]
- 2006 - PICA[66]
- 2007-2009 - Kaboom![67]
- 2007 - Basílio Pincel[68]
- 2007-2008 - Ilha das Cores
- 2015-2019 - Desalinhado
- 2017 - Banda Zig Zag[69]
- 2018 - Conta um Conto[70]
- 2018 - Sim, eu Consigo[71]
- 2019 - Lengalongas[72]
- 2019 - Waffle, o Cão Maravilha[73]
- 2020 - As Aventuras do Xavier[74]
- 2020 - Desafio #MagiadoNatal[75]
- 2020 - Histórias à Solta[76]

## Informação
- 1978-1982 - Informação 2
- 1978-1981 - A Par e Passo
- 1982-1986 - Jornal da Noite
- 1983 - Notícias
- 1986-1993 - Jornal das 9
- 1988-2003 - Sinais do Tempo
- 1988-1992 - Primeiro Jornal
- 1988-2000 - Remate
- 1988-2000 - Financial Times
- 1992-1993 - Jornal das 2
- 1993-1996 - TV2 Jornal
- 1992-1995 - TV2 Informação
- 1992-1996 - TV2 Regiões
- 1993 - Jornal Nacional
- 1994-2003 - Acontece
- 1996-2010; 2014-presente - Jornal 2[77]
- 1996-presente - Euronews[78]
- 2003-2013 - África 7 Dias[79]
- 2004 - Grande Europa[80]
- 2005 - Contas em Dia[81]
- 2005 - Negócios à Parte[82]
- 2007-2020 - Olhar o Mundo[83]
- 2007 - A Economia do Mês[84]
- 2007 - Balanço & Contas[85]
- 2010-2013 - Hoje
- 2010-2012 - Capital[86]
- 2013-2014 - 24 Horas
- 2013 - 24 Horas Sumário
- 2013-2014 - Síntese 24 Horas
- 2014-presente - Página 2[87]
- 2016-presente - Repórter África

## Magazines
- 1991-1992 - 1000 imagens
- 1995-1997 - Magacine
- 1996-2014 - Onda Curta
- 1998-1999 - Portugalmente[88]
- 1996-2003; 2007-2009; 2014-2018 - Bombordo
- 2000 - 2001[89]
- 2001 - 2010[90]
- 2001 - A Outra Face da Lua
- 2001-2010 - Entre Nós[91]
- 2001-2004 - Planeta Azul[92]
- 2003 - Descobrir Portugal[93]
- 2004-2012 - Arte & Emoção[94]
- 2004-2008 - Bastidores[95]
- 2004-2006 - Causas Comuns[96]
- 2004 - Da Terra ao Mar[97]
- 2004 - Dia Santo[98]
- 2004-2014 - Iniciativa[99]
- 2004 - Magazine[100]
- 2004 - Ponto Verde[101]
- 2004-2007 - Pop Up[102]
- 2004 - Viajar é Preciso[103]
- 2004 - Vida por Vida[104]
- 2005 - Conhecer a Península de Setúbal[105]
- 2005-presente - ESEC-TV
- 2005 - Livro Aberto[106]
- 2005 - Mostra![107]
- 2005 - O Melhor de Nós[108]
- 2005 - Sabores[109]
- 2006 - Biosfera[110]
- 2006-2012 - Câmara Clara[111]
- 2006 - Couto & Coutadas[112]
- 2006 - Europa: os Próximos 20 Anos[113]
- 2006 - Geração Cientista[114]
- 2007 - A Europa Aqui Tão Perto[115]
- 2007-2019 - Cuidado com a Língua!
- 2007 - Destinos.pt[116]
- 2007 - FLIP[117]
- 2007 - O Meu Bairro[118]
- 2007 - Reclame[119]
- 2007 - Ver BD[120]
- 2008 - AB Ciência[121]
- 2008 - KM Zero[122]
- 2008 - Recantos[123]
- 2008 - Voluntário[124]
- 2009 - Arquitetarte[125]
- 2009 - Três Andamentos[126]
- 2010-presente - Cinemax Curtas[127]
- 2012-presente - Janela Indiscreta, com Mário Augusto
- 2012-2015 - Agora
- 2012-2014 - Ler mais, ler melhor
- 2013-2014 - Ciência 2.0
- 2014 - FFF: Fashion Film Factory[128]
- 2014 - Surf[129]
- 2014-2018; 2019-presente - Visita Guiada
- 2014-presente - What´s Up: Olhar a Moda[130]
- 2015-2019 - Literatura Aqui[131]
- 2015 - Palcos Agora[132]
- 2016-presente - Faça Chuva, Faça Sol[133]
- 2017-2021 - No Ar[134]
- 2018 - Artes de Rua
- 2020-presente - Nada será como Dante[135]
- 2022 - Tudo Menos Clássica

## Minorias
- 1986-2003 - Novos Horizontes[136]
- 1992-presente - 70x7[137]
- 1996-presente - A Fé dos Homens[138]
- 1996-presente - Caminhos[139]
- 2003 - Mana África[140]2004 - Consigo[141]
- 2004 - Nós[142]
- 2005 - PO-RUSSKI[143]
- 2006 - O Mundo Aqui[144]
- 2008 - A Vida Normalmente[145]

## Séries

### Nacionais
Ver também: Lista de séries da RTP2
- 1979 - Entre Marido e Mulher...
- 1979 - Manhã Submersa
- 1979-1980 - Zé Gato
- 1979 - E Não Se Pode Exterminá-lo?
- 1981-1983 - Contos Fantásticos
- 1981 - Um Táxi na Cidade
- 1982 - Dick Haskins
- 1983 - Lisboa Sociedade Anónima
- 1984 - Histórias de Mulheres
- 1986-1987 - 6 Árias Para Cesário
- 1987-1988 - Lá em casa tudo bem
- 1988-1989 - Sétimo Direito
- 1989 - Processo 327
- 1989 - Um Filmezinho de Sam
- 1990 - Um Solar Alfacinha
- 1990 - Um Mistério Misterioso
- 1991 - Por Mares Nunca Dantes Navegados
- 1992 - A Árvore
- 1992 - O Beijo de Judas
- 1992 - O Veneno do Sol
- 1992 - O Altar dos Holocaustos
- 1994 - Ultimactos
- 1994 - O Grande Irã
- 1994 - À La Minuta
- 1994-1995 - Outonos
- 1995 - Milongo
- 1995 - Aquela Cativa Que Me Tem Cativo
- 1999 - Macau, as Duas Faces de Cláudia
- 2000 - Os Quatro Elementos
- 2002-2003 - Ora Viva!
- 2002 - Crimes Portugueses
- 2002-2016 - Insólitos
- 2005-2007 - Diário de Sofia
- 2008 - Um Mundo Catita[146]
- 2013 - Viver é Fácil
- 2014 - The Coffee Shop Series
- 2016 - O Alto
- 2017 - 4Play[147]
- 2018 - Idiotas, Ponto.
- 2018 - Sara
- 2019 - Lisboa Azul
- 2020 - Quaranteens[148]
- 2020-2021 - A Rede[149]
- 2022 - A Série

### Documentais
- 2002 - Evolução[150]
- 2003 - De Comboio à Aventura[151]
- 2003 - Os Senhores dos Animais[152]
- 2004 - História do Futebol: O Jogo Maravilhoso[153]
- 2005 - Protetores do Planeta[154]
- 2006 - A Vida Íntima de uma Obra-Prima[155]
- 2006 - Auschwitz - Os Nazis E a Solução Final[156]
- 2006 - Futuro Selvagem[157]
- 2006 - O Poder das Plantas[158]
- 2006 - Velas ao Vento: A Aventura Marítima[159]
- 2007 - A História de Deus[160]
- 2007 - A Nova Europa de Michael Palin[161]
- 2007 - A Verdade Sobre os Alimentos[162]
- 2007 - Animais como Nós[163]
- 2007 - Indisciplinas[164]
- 2007 - Planeta Prodigioso[165]
- 2007 - Sons da Música[166]
- 2008 - Bravo[167]
- 2008 - Encontros Imediatos[168]
- 2008 - Histórias da Vida na Terra[169]
- 2008 - Próxima Paragem[170]
- 2020 - Do Jardim para a Mesa[171]
- 2020-2021 - Peixe Fora D'Água

### Internacionais
| Título                                           | Título original                         | País            | Exibição                                      |
| ------------------------------------------------ | --------------------------------------- | --------------- | --------------------------------------------- |
| Os Simpsons                                      | The Simpsons                            | Estados Unidos  | 1996-2016 (T1-T25)                            |
| Cidade Louca                                     | Spin City                               | Estados Unidos  | 2000-2001 (T1-T3)                             |
| Dharma e Greg                                    | Dharma & Greg                           | Estados Unidos  | 2000-2002 (T1-T5)                             |
| Os Sopranos                                      | The Sopranos                            | Estados Unidos  | 2000-2004 (T1-T5); 2006-07 (T6)               |
| A Descoberta do Amor                             | Then Came You                           | Estados Unidos  | 2001 (T1)                                     |
| Com a Criança nos Braços                         | Holding the Baby                        | Estados Unidos  | 2001 (T1)                                     |
| Começar de Novo                                  | Once and Again                          | Estados Unidos  | 2001-2003 (T1-T3)                             |
| Futurama                                         | Futurama                                | Estados Unidos  | 2001-2005 (T1-T4)                             |
| Nikki                                            | Nikki                                   | Estados Unidos  | 2001-2002 (T1-T2)                             |
| Os Hughleys                                      | The Hughleys                            | Estados Unidos  | 2001 (T1-T2)                                  |
| Roswell                                          | Roswell                                 | Estados Unidos  | 2001-2003 (T1-T3)                             |
| Sabrina, a Bruxinha Adolescente                  | Sabrina, the Teenage Witch              | Estados Unidos  | 2001-2004 (T1-T7)                             |
| Viver no Campo                                   | Green Acres                             | Estados Unidos  | 2001-2003                                     |
| Amigas do Peito                                  | Girlfriends                             | Estados Unidos  | 2002 (T1)                                     |
| Aprender a ser Pai                               | Raising Dad                             | Estados Unidos  | 2002 (T1)                                     |
| As Três Irmãs                                    | Three Sisters                           | Estados Unidos  | 2002-2003 (T1-T3)                             |
| Casei com uma Feiticeira                         | Bewitched                               | Estados Unidos  | 2002 (T1-T3)                                  |
| Jesse                                            | Jesse                                   | Estados Unidos  | 2002 (T1-T2)                                  |
| Mentes Assassinas                                | Murder in Mind                          | Reino Unido     | 2002-2004 (T1-T3)                             |
| No Centro e Arredores                            | Off Centre                              | Estados Unidos  | 2002 (T1-T2)                                  |
| Sete em Hollywood                                | Hollywood 7                             | Reino Unido     | 2002 (T1)                                     |
| Sete em LA                                       | L.A. 7                                  | Reino Unido     | 2002 (T1)                                     |
| Sete em Miami                                    | Miami 7                                 | Reino Unido     | 2002 (T1)                                     |
| Sete Palmos de Terra                             | Six Feet Under                          | Estados Unidos  | 2002 (T1-T2); 2004-2006 (T3-T5)               |
| Sim, Amor                                        | Yes, Dear                               | Estados Unidos  | 2002-2007 (T1-T6)                             |
| 24                                               | 24                                      | Estados Unidos  | 2003-2010 (T1-T8); 2016 (T9)                  |
| S Club 7: Viva S Club                            | Viva S Club                             | Reino Unido     | 2003 (T1)                                     |
| A Estrela é Ela                                  | I'm with Her                            | Estados Unidos  | 2004 (T1)                                     |
| Anjo Negro                                       | Dark Angel                              | Estados Unidos  | 2004-2005 (T1-T2)                             |
| Anjos na América                                 | Angels in America                       | Estados Unidos  | 2004 (T1)                                     |
| Bom dia, Miami                                   | Good Morning, Miami                     | Estados Unidos  | 2004-2005 (T1-T2)                             |
| Toque de Veludo                                  | Tipping the Velvet                      | Reino Unido     | 2004 (T1)                                     |
| A Educação de Max Bickford                       | The Education of Max Bickford           | Estados Unidos  | 2005 (T1)                                     |
| A Quinta Dimensão                                | The Twilight Zone                       | Estados Unidos  | 2005 (T1)                                     |
| Academia                                         | Un Paso Adelante                        | Espanha         | 2005 (T1-T2)                                  |
| Casado com os Kellys                             | Married to the Kellys                   | Estados Unidos  | 2005 (T1)                                     |
| Friends                                          | Friends                                 | Estados Unidos  | 2005-2006 (T1-T10)                            |
| Um Mistério de Nero Wolfe                        | A Nero Wolfe Mystery                    | Estados Unidos  | 2005 (T1)                                     |
| Um Psicólogo em Casa                             | Cracking Up                             | Estados Unidos  | 2005 (T1)                                     |
| A Linha de Beleza                                | The Line of Beauty                      | Reino Unido     | 2006 (T1)                                     |
| Calma, Larry!                                    | Curb your Enthusiasm                    | Estados Unidos  | 2006 (T1-T4)                                  |
| Dois Homens e Meio                               | Two and a Half Men                      | Estados Unidos  | 2006-2015 (T1-T12)                            |
| O Meu Nome é Earl                                | My Name is Earl                         | Estados Unidos  | 2006-2010 (T1-T4)                             |
| Ossos                                            | Bones                                   | Estados Unidos  | 2006-2013 (T1-T7)                             |
| Perto de Casa                                    | Close to Home                           | Estados Unidos  | 2006 (T1); 2008 (T2)                          |
| Roma                                             | Rome                                    | Estados Unidos  | 2006 (T1); 2007 (T2)                          |
| Sobrenatural                                     | Supernatural                            | Estados Unidos  | 2006-2010 (T1-T5)                             |
| Todos contra o Chris                             | Everybody Hates Chris                   | Estados Unidos  | 2006-2009 (T1-T4)                             |
| Tru Calling - O Apelo                            | Tru Calling                             | Estados Unidos  | 2006 (T1-T2)                                  |
| Anatomia de Grey                                 | Grey's Anatomy                          | Estados Unidos  | 2007-2014 (T1-T9)                             |
| Casa Sombria                                     | Bleak House                             | Reino Unido     | 2007 (T1)                                     |
| Erva                                             | Weeds                                   | Estados Unidos  | 2007-2012 (T1-T8)                             |
| Irmãos e Irmãs                                   | Brothers & Sisters                      | Estados Unidos  | 2007-2011 (T1-T5)                             |
| O Amor no Alasca                                 | Men in Trees                            | Estados Unidos  | 2007 (T1); 2008 (T2)                          |
| Os Amigos de Brian                               | What About Brian?                       | Estados Unidos  | 2007 (T1-T2)                                  |
| The Nine                                         | The Nine                                | Estados Unidos  | 2007 (T1)                                     |
| A Teoria do Big Bang                             | The Big Bang Theory                     | Estados Unidos  | 2008-2015 (T1-T8)                             |
| Californication                                  | Californication                         | Estados Unidos  | 2008-2015 (T1-T7)                             |
| Chuck                                            | Chuck                                   | Estados Unidos  | 2008-2011 (T1-T4)                             |
| Clínica Privada                                  | Private Practice                        | Estados Unidos  | 2008-2013 (T1-T6)                             |
| Dexter                                           | Dexter                                  | Estados Unidos  | 2008-2015 (T1-T8)                             |
| Estranhos na América                             | Aliens in America                       | Estados Unidos  | 2008 (T1)                                     |
| Jane Eyre                                        | Jane Eyre                               | Reino Unido     | 2008 (T1)                                     |
| Lipstick Jungle                                  | Lipstick Jungle                         | Estados Unidos  | 2008 (T1-T2)                                  |
| Malmequer, Bem-me-Quer                           | Pushing Daisies                         | Estados Unidos  | 2008 (T1); 2010 (T2)                          |
| Os Cavaleiros da Prosperidade                    | The Knights of Prosperity               | Estados Unidos  | 2008 (T1)                                     |
| Qual Samantha?                                   | Samantha Who?                           | Estados Unidos  | 2008 (T1); 2009 (T2)                          |
| Seis Graus                                       | Six Degrees                             | Estados Unidos  | 2008 (T1)                                     |
| Sem Rasto                                        | Without a Trace                         | Estados Unidos  | 2008-2011 (T3-T5)                             |
| A Incrível Viagem de Mary Bryant                 | The Incredible Journey of Mary Bryant   | Austrália       | 2009 (T1)                                     |
| A Turma                                          | The Class                               | Estados Unidos  | 2009 (T1)                                     |
| Fringe                                           | Fringe                                  | Estados Unidos  | 2009-2013 (T1-T5)                             |
| Gary Descasado                                   | Gary Unmarried                          | Estados Unidos  | 2009 (T1); 2011 (T2)                          |
| Mad Men                                          | Mad Men                                 | Estados Unidos  | 2009-2015 (T1-T7)                             |
| O Mentalista                                     | The Mentalist                           | Estados Unidos  | 2009-2015 (T1-T7)                             |
| Rockefeller 30                                   | 30 Rock                                 | Estados Unidos  | 2009-2016 (T1-T7)                             |
| A Fuga                                           | March of Millions                       | Alemanha        | 2010 (T1)                                     |
| Elvis: Os Primeiros Anos                         | Elvis: The Early Years                  | Estados Unidos  | 2010 (T1)                                     |
| Emma                                             | Emma                                    | Reino Unido     | 2010 (T1)                                     |
| Hank                                             | Hank                                    | Estados Unidos  | 2010 (T1)                                     |
| Hogfather                                        | Hogfather                               | Reino Unido     | 2010 (T1)                                     |
| No Meio do Nada                                  | The Middle                              | Estados Unidos  | 2010-2013 (T1-T4)                             |
| Predadoras                                       | Cougar Town                             | Estados Unidos  | 2010-2016 (T1-T6)                             |
| Sherlock                                         | Sherlock                                | Reino Unido     | 2010 (T1)                                     |
| Aristocratas                                     | Aristocrats                             | Reino Unido     | 2011 (T1)                                     |
| Family Guy                                       | Family Guy                              | Estados Unidos  | 2011-2012 (T4-T9)                             |
| No Limite                                        | Shameless                               | Estados Unidos  | 2011-2016 (T1-T5)                             |
| South Riding                                     | South Riding                            | Reino Unido     | 2011 (T1)                                     |
| Alcatraz                                         | Alcatraz                                | Estados Unidos  | 2012 (T1)                                     |
| Duas Miúdas nas Lonas                            | 2 Broke Girls                           | Estados Unidos  | 2012 (T1)                                     |
| Românticos Desesperados                          | Desperate Romantics                     | Reino Unido     | 2012 (T1)                                     |
| Suburgatório                                     | Suburgatory                             | Estados Unidos  | 2012 (T1)                                     |
| Zen                                              | Zen                                     | Reino Unido     | 2012 (T1)                                     |
| A Família Bellamy                                | Upstairs, Downstairs                    | Reino Unido     | 2013 (T1)                                     |
| Dois Mil e Doze                                  | Twenty Twelve                           | Reino Unido     | 2013 (T1)                                     |
| Margens do Paraíso                               | Top of the Lake                         | Reino Unido     | 2013 (T1); 2021 (T2)                          |
| A Taxista                                        | La Tassista                             | Itália          | 2014 (T1)                                     |
| O Fim de uma Época                               | Parade's End                            | Reino Unido     | 2014 (T1)                                     |
| Os Dias de Leone                                 | Giorni da Leone                         | Itália          | 2014 (T1)                                     |
| Reféns                                           | Hostages                                | Estados Unidos  | 2014 (T1)                                     |
| Uma Família de Detetives                         | Una Famiglia in Giallo                  | Itália          | 2014 (T1)                                     |
| Vida de Mãe                                      | Mom                                     | Estados Unidos  | 2014-2015 (T1-T2)                             |
| A Família Krupp                                  | Krupp - Eine deutsche Familie           | Alemanha        | 2015 (T1)                                     |
| A Herança                                        | Arvingerne \| The Legacy                | Dinamarca       | 2015 (T1); 2016 (T2); 2018 (T3)               |
| Anna Karenina                                    | Anna Karenina                           | Itália          | 2015 (T1)                                     |
| Borgen                                           | Borgen                                  | Dinamarca       | 2015 (T1-T3)                                  |
| Coração das Trevas                               | Heartless                               | Dinamarca       | 2015 (T1)                                     |
| Fortitude                                        | Fortitude                               | Reino Unido     | 2015 (T1); 2017 (T2); 2020 (T3)               |
| Gente do Amanhã                                  | The Tomorrow People                     | Estados Unidos  | 2015 (T1)                                     |
| Gomorra                                          | Gomorra - La serie                      | Itália          | 2015 (T1); 2017 (T2); 2018 (T3)               |
| Hospital Real                                    | Hospital Real                           | Espanha         | 2015 (T1)                                     |
| Mil e Uma Noites: Aladino e Sherazade            | Mille e Una Notte - Aladino e Sherazade | Itália          | 2015 (T1)                                     |
| O Códice                                         | Códice                                  | Espanha         | 2015 (T1)                                     |
| O Paraíso                                        | The Paradise                            | Reino Unido     | 2015 (T1); 2016 (T2)                          |
| Os Homens da Fé                                  | Ainsi soient-ils \| The Churchmen       | França          | 2015 (T1)                                     |
| Os Influentes                                    | Spin                                    | França          | 2015 (T1-T2); 2017 (T3)                       |
| Pais Desesperados                                | Fais pas ci, fais pas ça                | França          | 2015 (T1-T7); 2017 (T8-T9)                    |
| Príncipe                                         | El Príncipe                             | Espanha         | 2015 (T1); 2016 (T2)                          |
| Revolução                                        | Revolution                              | Estados Unidos  | 2015 (T1)                                     |
| Romeu e Julieta                                  | Romeo e Giulietta                       | Itália          | 2015 (T1)                                     |
| Um Crime, Um Castigo                             | Spiral                                  | França          | 2015 (T1-T5)                                  |
| A Agência Clandestina                            | Le Bureau des légendes                  | França          | 2016 (T1-T2); 2017 (T3); 2019 (T4); 2020 (T5) |
| A Fraude                                         | Bedrag                                  | Dinamarca       | 2016 (T1-T2); 2019 (T3)                       |
| Academia de Dança                                | Dance Academy                           | Austrália       | 2016 (T1-T3)                                  |
| Amber                                            | Amber                                   | Irlanda         | 2016 (T1)                                     |
| Candice Renoir                                   | Candice Renoir                          | França          | 2016 (T1-T4); 2017 (T5); 2019 (T6); 2020 (T7) |
| Chefs                                            | Chefs                                   | França          | 2016 (T1); 2017 (T2)                          |
| Código do Crime                                  | The Bletchley Circle                    | Reino Unido     | 2016 (T1)                                     |
| Girls                                            | Girls                                   | Estados Unidos  | 2016-2017 (T1-T5)                             |
| Jekyll e Hyde                                    | Jekyll and Hyde                         | Reino Unido     | 2016 (T1)                                     |
| O Grande Assalto ao Comboio                      | The Great Train Robbery                 | Reino Unido     | 2016 (T1)                                     |
| O Palácio                                        | The Palace                              | Reino Unido     | 2016 (T1)                                     |
| Paris                                            | Paris                                   | França          | 2016 (T1)                                     |
| Rapazes do Nada                                  | Nowhere Boys                            | Austrália       | 2016 (T1); 2019 (T2-T4)                       |
| Ripper Street                                    | Ripper Street                           | Reino Unido     | 2016 (T2)                                     |
| Segredo de Família                               | Jusqu'au dernier                        | França          | 2016 (T1)                                     |
| Testemunhas                                      | Les Témoins                             | França          | 2016 (T1); 2017 (T2)                          |
| Trepalium                                        | Trepalium                               | França          | 2016 (T1)                                     |
| Uma Aldeia Francesa                              | Un Village Français                     | França          | 2016 (T1-T6); 2018 (T7)                       |
| 1992                                             | 1992                                    | Itália          | 2017 (T1)                                     |
| 1993                                             | 1993                                    | Itália          | 2017 (T1)                                     |
| À Grande e à Inglesa                             | Carters Get Rich                        | Reino Unido     | 2017 (T1)                                     |
| A Teia                                           | Modus                                   | Suécia          | 2017 (T1-T2)                                  |
| Amor em Berlim                                   | Weissensee                              | Alemanha        | 2017 (T1)                                     |
| Arthur e George                                  | Arthur & George                         | Reino Unido     | 2017 (T1)                                     |
| Dez Por Cento                                    | Dix Pour Cent                           | França          | 2017 (T1); 2019 (T2)                          |
| Encurralados                                     | Ófærð                                   | Islândia        | 2017 (T1); 2019 (T2)                          |
| Eternos Rivais                                   | Die Dasslers                            | Alemanha        | 2017 (T1)                                     |
| Fantasmas de Família                             | Esprits de Famille                      | Bélgica         | 2017 (T1)                                     |
| Filhos da Guerra                                 | Unsere Mütter, unsere Väter             | Alemanha        | 2017 (T1)                                     |
| Freddy                                           | Freddy, leven in de brouwerij           | Países Baixos   | 2017 (T1)                                     |
| Inimigo Público                                  | Public Enemy                            | Bélgica         | 2017 (T1)                                     |
| Irresponsável                                    | Irresponsable                           | França          | 2017 (T1); 2020 (T2-T3)                       |
| Jericó                                           | Jericho                                 | Inglaterra      | 2017 (T1)                                     |
| Jordskott                                        | Jordskott                               | Suécia          | 2017 (T1)                                     |
| Lei e Corrupção                                  | Line of Duty                            | Reino Unido     | 2017 (T1-T4)                                  |
| Mafiosa                                          | Mafiosa                                 | França          | 2017 (T1)                                     |
| Maximiliano: Poder e Amor                        | Maximilian and Marie de Bourgogne       | Alemanha        | 2017 (T1)                                     |
| Nina                                             | Nina                                    | França          | 2017 (T1-T3); 2020 (T4-T5); 2021 (T6)         |
| O Gerente da Noite                               | The Night Manager                       | Reino Unido     | 2017 (T1)                                     |
| O Livro dos Negros                               | The Book of Negroes                     | Canadá          | 2017 (T1)                                     |
| Operação Abutres                                 | Mammon                                  | Noruega         | 2017 (T1-T2)                                  |
| Os Últimos Panteras                              | The Last Panthers                       | Reino Unido     | 2017 (T1)                                     |
| Prontos Para Tudo                                | Ready For This                          |                 | 2017 (T1)                                     |
| Sangue de Lobo                                   | Wolfblood                               |                 | 2017 (T1-T2)                                  |
| Serangoon Road                                   | Serangoon Road                          | Austrália       | 2017 (T1)                                     |
| Toca a Dançar                                    | Ku’damm 56                              | Alemanha        | 2017 (T1)                                     |
| Vidas Boémias                                    | Life in Squares                         | Reino Unido     | 2017 (T1)                                     |
| 19-2                                             |                                         | Canadá          | 2018-2019 (T1-T4)                             |
| A Fronteira                                      | Bordertown                              |                 | 2018 (T1)                                     |
| A Trégua                                         | La Trêve                                |                 | 2018 (T1)                                     |
| A Unidade 42                                     | Unit 42                                 |                 | 2018 (T1)                                     |
| A Zona                                           | La Zona                                 |                 | 2018 (T1)                                     |
| Ackley Bridge                                    | Ackley Bridge                           |                 | 2018 (T1)                                     |
| Álbum                                            | Album                                   |                 | 2018 (T1)                                     |
| Alemanha 83                                      | Deutschland 83                          |                 | 2018 (T1)                                     |
| Ao Serviço da França                             | Au Service de La France                 |                 | 2018 (T1)                                     |
| Bairro Financeiro                                | Quartier des Banques                    |                 | 2018 (T1)                                     |
| Bob's Burgers                                    | Bob's Burgers                           | Estados Unidos  | 2018 (T1)                                     |
| Crise                                            | Bad Banks                               | Alemanha        | 2018 (T1); 2021 (T2)                          |
| Crónicas, Uma História Familiar                  | Kroniken                                | Dinamarca       | 2018 (T1)                                     |
| Encontra-me em Paris                             | Find Me in Paris                        | França          | 2018 (T1)                                     |
| Irmãos e Inimigos                                | The Same Sky                            | Alemanha        | 2018 (T1)                                     |
| Jogar em Casa                                    | Home Ground                             | Noruega         | 2018 (T1)                                     |
| Linha de Separação                               | Tannbach                                | Alemanha        | 2018 (T1-T2)                                  |
| Nikolaj e Julie                                  | Nikolaj og Julie                        | Dinamarca       | 2018 (T1)                                     |
| No Game No Life                                  | Nōgēmu Nōraifu                          | Japão           | 2018 (T1)                                     |
| Nobel                                            | Nobel                                   | Noruega         | 2018 (T1)                                     |
| Norskov                                          | Norskov                                 | Dinamarca       | 2018 (T1)                                     |
| O Agente Secreto                                 | The Secret Agent                        | Reino Unido     | 2018 (T1)                                     |
| O Comissário Montalbano                          | Il Commissario Montalbano               | Itália          | 2018 (T1)                                     |
| O Paraíso das Senhoras                           | Il Paradiso Delle Signore               | Itália          | 2018 (T1)                                     |
| O Preço do Açúcar                                | The Price of Sugar                      | Holanda         | 2018 (T1)                                     |
| O Restaurante                                    | Vår tid är nu                           | Suécia          | 2018 (T1); 2019 (T2); 2020 (T3)               |
| Ocupados                                         | Okkupert                                | Noruega         | 2018 (T1-T2)                                  |
| Piquenique em Hanging Rock                       | Picnic at Hanging Rock                  | Austrália       | 2018 (T1)                                     |
| Run                                              | Run                                     | Reino Unido     | 2018 (T1)                                     |
| Salamandra                                       | Salamander                              | Bélgica         | 2018 (T1-T2)                                  |
| A Coleção                                        | The Collection                          | Reino Unido     | 2019 (T1)                                     |
| A Feira das Vaidades                             | Vanity Fair                             | Reino Unido     | 2019 (T1)                                     |
| A Orquestra                                      | Philharmonia                            | França          | 2019 (T1)                                     |
| Acredita, Faith                                  | Keeping Faith                           | Reino Unido     | 2019 (T1); 2020 (T2)                          |
| Barão Negro                                      | Baron noir                              | França          | 2019 (T1-T2); 2020 (T3)                       |
| Chegou a Felicidade                              | È arrivata la felicità                  | Itália          | 2019 (T1); 2020 (T2)                          |
| Código do Crime - São Francisco                  | The Bletchley Circle: San Francisco     | Reino Unido     | 2019 (T1)                                     |
| Imprensa                                         | Press                                   | Reino Unido     | 2019 (T1)                                     |
| Os Durrell                                       | The Durrells                            | Reino Unido     | 2019 (T1-T3); 2020 (T4)                       |
| Os Miseráveis                                    | Les Misérables                          | Reino Unido     | 2019 (T1)                                     |
| Salvação                                         | Save Me                                 | Reino Unido     | 2019 (T1); 2020 (T2)                          |
| Tribunal de Família                              | The Split                               | Reino Unido     | 2019 (T1); 2020 (T2)                          |
| Uma Visão Diferente                              | La otra mirada                          | Espanha         | 2019 (T1); 2020 (T2)                          |
| 5 Quartos                                        | Five Bedrooms                           | Austrália       | 2020 (T1)                                     |
| 1994                                             | 1994                                    | Itália          | 2020 (T1)                                     |
| A Casa de Beecham                                | Beecham House                           | Reino Unido     | 2020 (T1)                                     |
| A Estagiária                                     | La Stagiaire                            | França          | 2020 (T1-T4)                                  |
| A Guerra no Charité                              | Charité at War                          | Alemanha        | 2020 (T1)                                     |
| A Linha Invisível                                | La Línea Invisible                      | Espanha         | 2020 (T1)                                     |
| A Peste                                          | La Peste                                | Espanha         | 2020 (T1-T2)                                  |
| Aber Bergen                                      | Aber Bergen                             | Noruega         | 2020 (T1-T3)                                  |
| Arde Madrid                                      | Arde Madrid                             | Espanha         | 2020 (T1)                                     |
| Belgravia                                        | Belgravia                               | Reino Unido     | 2020 (T1)                                     |
| Einstein: A Teoria do Amor                       | Eynshteyn. Teoriya lyubvi               | Rússia          | 2020 (T1)                                     |
| Em Chamas                                        | Burn Up                                 | Reino Unido     | 2020 (T1)                                     |
| Gigantes                                         | Gigantes                                | Espanha         | 2020 (T1); 2021 (T2)                          |
| Herdeiros da Noite                               | Heirs of the Night                      | Noruega         | 2020 (T1); 2021 (T2)                          |
| Heróis Silenciosos                               | Invisible Heroes                        | Finlândia       | 2020 (T1)                                     |
| Linhas Sombrias                                  | Nyrkki                                  | Finlândia       | 2020 (T1)                                     |
| Luisa Spagnoli, Um Conto No Feminino             | Luisa Spagnoli                          | Itália          | 2020 (T1)                                     |
| Made in Italy                                    | Made in Italy                           | Itália          | 2020 (T1)                                     |
| Maria Teresa                                     | Marie Terezie                           | República Checa | 2020 (T1-T2)                                  |
| O Verão dos Segredos                             | Summer of Rockets                       | Reino Unido     | 2020 (T1)                                     |
| Patrick Melrose                                  | Patrick Melrose                         | Reino Unido     | 2020 (T1)                                     |
| Pietro Mennea, A Flecha do Sul                   | Pietro Mennea, La freccia del Sud       | Itália          | 2020 (T1)                                     |
| Premonições                                      | Prémonitions                            | Canadá          | 2020 (T1)                                     |
| Sanditon                                         | Sanditon                                | Reino Unido     | 2020 (T1)                                     |
| Suspeitas                                        | Torn                                    | França          | 2020 (T1)                                     |
| Último Tango em Halifax                          | Last Tango in Halifax                   | Reino Unido     | 2020 (T1-T5)                                  |
| Uma Escolha Imperfeita                           | Apple Tree Yard                         | Reino Unido     | 2020 (T1)                                     |
| 257 Razões para Viver                            | 257 Reasons to Live                     | Rússia          | 2021 (T1)                                     |
| A Floresta                                       | La Forêt                                | França          | 2021 (T1)                                     |
| Charité                                          | Charité                                 | Alemanha        | 2021 (T1)                                     |
| Cobra                                            | Cobra                                   | Reino Unido     | 2021 (T1)                                     |
| Diz-me Quem Sou                                  | Dime Quien Soy                          | Espanha         | 2021 (T1)                                     |
| Felizes, Mas Não Para Sempre                     | Happily Never After                     | Islândia        | 2021 (T1)                                     |
| O Desertor                                       | Der Überläufer                          | Alemanha        | 2021 (T1)                                     |
| O Dia                                            | De Dag                                  | Bélgica         | 2021 (T1)                                     |
| O Jovem Montalbano                               | Il Giovane Montalbano                   | Itália          | 2021 (T1)                                     |
| Operação Búfalo                                  | Operation Buffalo                       | Austrália       | 2021 (T1)                                     |
| The Highschool of The Dead - A Escola dos Mortos | Gakuen Mokushiroku                      | Japão           | 2021 (T1)                                     |
| Ventos Contrários                                | Deadwind                                | Finlândia       | 2021 (T1)                                     |
| O Ninho                                          | The Nest                                | Itália          | 2021 (T1)                                     |
| Prova de Vida                                    | Traces                                  | Reino Unido     | 2021 (T1)                                     |
| Diamantes                                        | Diamonds                                | Canadá          | 2021 (T1)                                     |

## Sessões de cinema
- 1974-1976 - Clássicos do Cinema
- 1976-1978 - Cinemateca
- 1978-1996 - Cineclube
- 1986-1992 - Cinemadois
- 1996-2002; 2010; 2012-2013 - Cinco Noites, Cinco Filmes
- 1996-1998 - O Filme da Minha Vida
- 2015-2017 - Já Vi Este Filme
- 2015-presente - Tudo menos Hollywood

## Telenovelas
- Lista de telenovelas emitidas na RTP2